# Suboestophora boscae
Suboestophora boscae is een slakkensoort uit de familie van de Trissexodontidae. De wetenschappelijke naam van de soort is voor het eerst geldig gepubliceerd in 1869 door Hidalgo.